# Параччани, Джандоменико
Джандоменико Параччани (итал. Giandomenico Paracciani; 4 августа 1646 года — 9 мая 1721 года) — итальянский куриальный кардинал. Камерленго Коллегии кардиналов с 30 января 1713 по 17 января 1714. Епископ Сенигаллии с 9 июля 1714 по 18 ноября 1717. Генеральный викарий Рима с мая 1717 по 9 мая 1721. Префект Священной Конгрегации по делам епископов и монашествующих с 1 июля 1717 по 9 мая 1721. Кардинал-священник с 17 мая 1706, с титулом церкви Сант-Анастазия с 25 июня 1706 по 9 мая 1721.

## Биография
Родился в 1646 году в Риме в знатной семье, выходцами из которой позднее стали ещё три кардинала — Урбано Параччани (племянник Джандоменико), Никкола Парраччани Кларелли и Франческо Параччани. С молодых лет занимал должности при римской курии, получил титул Апостольского протонотария.
17 мая 1706 года папа Климент XI сделал Джандоменико Параччани кардиналом. По разрешённой в Средневековье практике стал кардиналом не имея епископского сана, получил титул кардинала-священника церкви Сант-Анастазия.
В 1713—1714 году занимал пост камерленго Коллегии кардиналов.
9 июля 1714 года назначен епископом Сенигаллии, 18 ноября того же года получил епископское посвящение. Ровно через три года 18 ноября 1717 года подал в отставку с кафедры в связи с преклонным возрастом.
Первоначально был участником конклава 1721 года, но из-за тяжёлой болезни был вынужден оставить конклав и в финальном голосовании, избравшем Иннокентия XIII участия не принял. Скончался 9 мая 1721 года в Риме. Похоронен в церкви Сан-Рокко (en:San Rocco, Rome).